# Jean-Luc Bilodeau
Ne doit pas être confondu avec Jean-Luc Bideau.
Pour les articles homonymes, voir Bilodeau.
Jean-Luc Bilodeau est un acteur canadien, né le 4 novembre 1990 à Vancouver en Colombie-Britannique. Il est connu pour le rôle de Josh Trager dans la série Kyle XY et, plus récemment, le rôle de Ben Wheeler dans la série Baby Daddy.

## Biographie

### Jeunesse
Jean-Luc Bilodeau est né à Vancouver en Colombie-Britannique, fils de Raymond et Barbara Bilodeau. Il a une sœur Danielle Bilodeau, qui est une imprésario à Vancouver. Avant de devenir acteur, il est danseur hip-hop pendant près de dix ans mais arrête à cause de son agenda chargé.

## Carrière
Il débute à la télévision en 2006, dans la série Kyle XY.
En 2010, il apparaît en tant que petit-ami Jay dans le téléfilm de Disney Channel Original Movie 16 vœux de Peter DeLuise aux côtés de Debby Ryan.
En 2012, il tient le rôle principal en tant que Benjamin Wheeler, jeune barman se voyant obligé de s’occuper de son bébé abandonné par une de ses précédentes conquêtes, dans la série à succès Baby Daddy aux côtés de Tahj Mowry jusqu’en 2017. Toujours en 2012, il est présent dans LOL USA de Lisa Azuelos, avec Miley Cyrus.

## Filmographie

### Cinéma

#### Longs métrages
- 2004 : I'll Fated de Mark A. Lewis : Bobby, jeune
- 2007 : Trick 'r Treat de Michael Dougherty : Schrader
- 2012 : LOL USA de Lisa Azuelos : Jeremy
- 2012 : Piranha 3DD de John Gulager : Josh
- 2013 : Love Me de Rick Bota : Harry Townsend
- 2015 : All in Time de Marina Donahue et Chris Fetchko : Clark
- 2017 : Axis de Aisha Tyler : Barry (voix)

### Télévision

#### Séries télévisées
- 2006 - 2009 : Kyle XY : Josh Trager
- 2008 : Supernatural : Justin
- 2009 : The Troop : Lance Donovan
- 2010 : Super Hero Family (No Ordinary Family) : Bret Martin
- 2011 : L'Heure de la peur (R.L. Stine's The Haunting Hour) : Eric
- 2012 - 2017 Baby Daddy : Ben Wheeler
- 2015 : Girlfriends' Guide to Divorce : Adam
- 2019 - 2020 : Carol's Second Act : Dr Daniel Kutcher
- 2024 : Tracker : Jason Lewis

#### Téléfilms
- 2009 : Spectacular! de Robert Iscove : Un garçon
- 2010 : 16 vœux (16 Wishes) de Peter DeLuise : Jay Kepler
- 2011 : Best Player, que le meilleur gagne (Best Player) de Damon Santostefano : Ash
- 2014 : Le Choix de ma vie (Expecting Amish) de Richard Gabai : Samual
- 2016 : Croire en ses rêves (Casa Vita) d'Ernie Barbarash : Early Lindstrom

## Distinctions

### Récompense
- Cérémonie des Teen Choice Awards 2017 : Meilleur acteur dans une série télévisée comique dans Baby Daddy

### Nominations
- Cérémonie des Teen Choice Awards 2012 : Meilleur acteur de l'été dans Baby Daddy
- Cérémonie des Teen Choice Awards 2013 : Meilleur acteur de l'été dans Baby Daddy
- Cérémonie des Teen Choice Awards 2014 : Meilleur acteur de l'été dans Baby Daddy
- Leo Award 2014 : Meilleure prestation ou animation dans une émission ou série de variétés comique ou musicale dans Baby Daddy
- Leo Award 2015 : Meilleure prestation ou animation dans une émission ou série de variétés comique ou musicale dans Baby Daddy
- Cérémonie des Teen Choice Awards 2016 : Meilleur acteur de l'été dans Baby Daddy